# Moïsseï Kirpitchnikov
Moïsseï Elievitch Kirpitchnikov (Моисей Э́льевич Кирпичников), né le 5 juin 1913 (18 juin dans le calendrier grégorien) à Gomel et mort le 18 mai 1995 à Saint-Pétersbourg, est un botaniste soviétique. Son abréviation botanique est Kirp., d'après la forme latine Kirpicznikov.

## Biographie
Kirpitchnikov naît le benjamin d'une famille de cinq enfants dans une famille juive de Gomel dans le gouvernement de Moguilev (Empire russe). Son grand-père était rabbin. Il s'intéresse aux sciences naturelles dès son plus jeune âge. Son père, pendant la période de la NEP, est privé de ses droits de vote et les membres de la famille sont en conséquence privés d'une partie de leurs droits. Cela lui ferme toute possibilité d'effectuer des études supérieures.
En novembre 1929, il s'installe à Léningrad où il devient vendeur de livres à la Lenkoguiz (compagnie d'éditions de Léningrad) dans son magasin intitulé Le Livre technique, ce qui ne lui apporte aucune satisfaction. S'intéressant à la chimie, il obtient en 1932 un poste de préparateur à l'Institut d'État de chimie appliquée, où il mène des travaux concernant le caoutchouc. Il reçoit enfin la permission en 1934 d'entrer à la faculté de biologie de l'université de Léningrad, où enseignent à l'époque de grands savants, comme Komarov, Dogiel (en), Soukatchev, Oukhtomski (en), etc. Après avoir commencé à se spécialiser en taxonomie et en morphologie, il étudie à la chaire de géobotanique.
Pendant ses études, il prend part en tant que collecteur botanique à des expéditions dans le Caucase, sous la direction du professeur Elienevski en 1937, et dans la région de Labinsk au sein de l'équipe de Viktor Sotchava (1905-1978), dans le cadre de l'expédition du professeur Leskov. Il termine ses études en 1939 et il est envoyé par le commissariat au Peuple de l'Agriculture à participer à une mission d'études dans le bassin de la Petchora, à la suite de laquelle il rédige son premier article concernant la flore des îles Izviestniakovye, situées à l'extrême nord, dans la région arctique. La guerre éclate en 1941 et il est envoyé combattre en 1942 comme lieutenant sur le front de Carélie, dans une unité de combat anti-char, et ensuite en Transylvanie, en Hongrie et en Roumanie. Il termine la guerre en 1945 en Autriche, comme chef adjoint de l'état-major de son régiment. Il a été deux fois blessé pendant la guerre.
Moïsseï Kirpitchnikov commence en 1946 ses travaux de recherches à l'institut de botanique Komarov en tant qu'aspirant au doctorat auprès du professeur Youzeptchouk. Il prend part la même année à une expédition dans la région des monts Talych avec l'académicien Alexandre Grossheim (1888-1948). Après avoir terminé ses travaux d'aspirant au doctorat, Kirpitchnikov commence à enseigner à la chaire de botanique de l'université de Léningrad. Il travaille de février 1949 à février 1952 comme secrétaire de l'institut Komarov, tout en dirigeant sa bibliothèque. Il devient ensuite collaborateur titulaire au laboratoire de taxonomie et de phytogéographie de l'institut et dirige l'herbier général, puis devient collaborateur-consultant. Il signe en 1955 le « manifeste des Trois-Cents » contre le lyssenkisme.
Il participe en 1956-1957 à l'expédition sino-soviétique dans le Yunnan, notamment avec Andreï Fiodorov, l'entomologiste Oleg Kryjanovski (ru) et des zoologues.

## Champs d'études
Kirpitchnikov est connu pour ses études de taxonomie et de systématique et ses recherches concernant les familles des Asteraceae, comme Anaphalioides (en), Hypelichrysum (en), etc. Sa thèse d'aspirant au doctorat d'État porte sur les composées et en particulier le genre Gnaphaliothamnus (en), où il décrit plusieurs nouvelles espèces. Il collabore aux articles sur les composées de La Flore d'URSS, ainsi que de La Flore de la partie européenne de l'URSS et de La Flore de Turkménie.
Il défend sa thèse de doctorat d'État en 1965 portant sur la taxonomie. Il est coauteur avec Andreï Fiodorov d'un glossaire des abréviations des noms d'auteur qui rencontre un grand succès chez les spécialistes soviétiques, ainsi que d'un dictionnaire russo-latin à l'usage des botanistes. Plusieurs travaux sont publiés post mortem.
Il reçoit le prix Komarov en 1957 pour son Atlas de morphologie descriptive, avec ses coauteurs, Fiodorov et Artiouchenko.

## Quelques publications
- (ru) 1969. La Flore d'URSS. Taxon 18 (6): p. 685-708

- (ru) N. N. Kaden et M. E. Kirpitchnikov, 1967. Notices sur la terminologie fruitière. Taxon 16, p. 181-183

- (ru) 1965. Propositions pour la compilation d'une liste d'abréviations de noms d'auteur. Taxon 14, p. 11-12

- (ru) 1965. Système possible contemporain concernant la terminologie fruitière. Taxon 14, p. 218-223

- (ru) M. E. Kirpitchnikov et Z. T. Artiouchenko, 1956. Atlas de morphologie descriptive des plantes supérieures. Feuilles // dir. P. A. Baranov, institut Komarov, Académie des sciences d'URSS, Moscou et Léningrad, URSS, 303 pages

- (ru) M. E. Kirpitchnikov et Z. T. Artiouchenko, 1962. Atlas de morphologie descriptive des plantes supérieures. Tiges et racines // dir. P. A. Baranov, institut Komarov, Académie des sciences d'URSS, Moscou et Léningrad, URSS, 352 pages.
- (ru) M. E. Kirpitchnikov et N. N. Zabinkova, 1977. Dictionnaire russo-latin à l'usage des botanistes // dir. Ya. M. Borovski, institut Komarov, Académie des sciences d'URSS, Léningrad, éd. Naouka, URSS, 855 pages, 15 500 ex.

## Hommages
Genre
- (Crassulaceae) Kirpicznikovia Á.Löve & D.Löve[5]

Espèces
- (Asteraceae) Cephalorrhynchus (en) kirpicznikovii Grossh.[6]
- (Asteraceae) Lactuca kirpicznikovii (Grossh.) N.Kilian & Greuter[7]
- (Asteraceae) Podospermum kirpicznikovii (Lipsch.) Gemeinholzer & Greuter[8]
- (Asteraceae) Scorzonera kirpicznikovii Lipsch.[9]
- (Campanulaceae) Campanula kirpicznikovii Fed.[10]
- (Fabaceae) Astragalus kirpicznikovii Grossh.[11]